# Чорне місто (Баку)

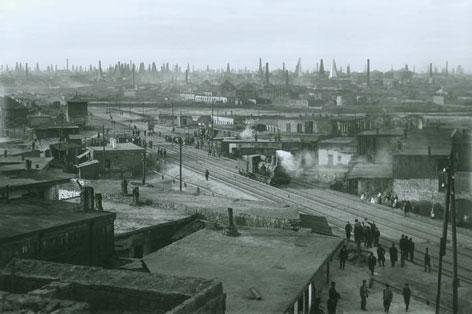
Чорне місто. Фото 1905 року.

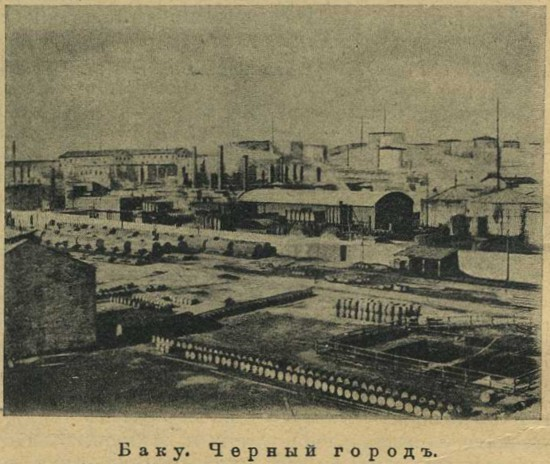
Чорне місто. Фото з журналу 1910 року

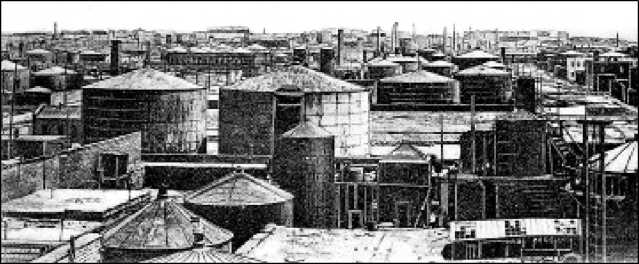
Чорне місто. Фото з книги Ст. Н. Гартевельда «Серед сипучих пісків і відрубаних голів (Шляхові нариси Туркестану)» 1913 року

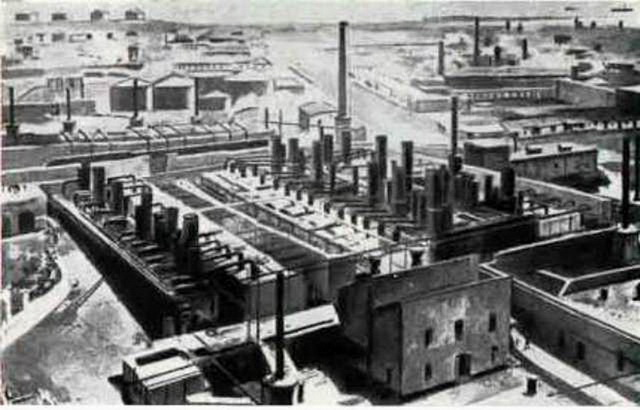
Нафтоперегонний завод Нобелів, кінець 1880-х років.

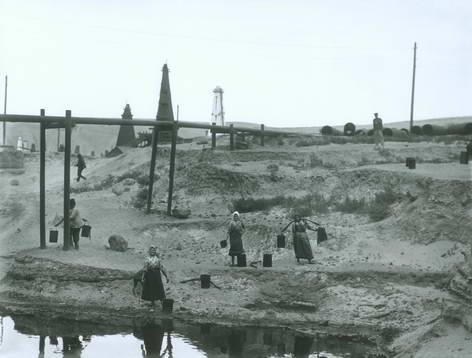
Нафтопровід на околиці Чорного Міста. Фото 1905 року.

Чорне місто (азерб. Qara Şəhər) — назва східних районів міста Баку, що раніше були його передмістями, в яких в кінці 19-го — на початку 20-го століття зосередилися підприємства нафтової промисловості.

## Історія
Внаслідок стрімкого розвитку нафтової промисловості в Баку в другій половині 19-го століття нафтові підприємства займали великі ділянки міських земель. Заводські споруди являли собою хоча й організовану, але в цілому незручну для населення територію з капітальною забудовою, з заводськими трубами, що постійно пускали кіптяву і дим. Думка громадськості змусила губернську владу серйозно поставитися до проблеми розвитку заводського району, який міг перешкодити нормальному зростанню міста. У 1870 році було порушено питання про відвід на вигонних землях міста ділянок під будівництво заводів. Незабаром було прийнято рішення про знесення 147 заводів, розташованих поблизу міських кварталів. Тим самим була ліквідована велика промзона всередині міста.
Для розміщення заводського району в східних кордонах міського вигону в 1876 році був складений проект планування нової території. Тут і були побудовані нові нафтові заводи замість анульованих у межах міста. Будувати заводи за межами цієї території з метою поліпшення санітарних умов у місті суворо заборонялося. Таким чином на відстані понад 2 км від житлових кварталів Баку, частково на пасовищах селища Кишли і на міському вигоні, де розташовувалися городи і сади місцевих жителів, виник новий промисловий район.

До 1880 року в новому районі налічується вже 118 підприємств. До 1905 року тут розташована більшість нафтопереробних виробництв Баку. Саме внаслідок чорних від сажі і диму заводських будівель район дістав свою назву. Ось що пише мандрівник, що побував у Чорному місті в 1890 році:
«Все чорне, стіни, земля, повітря, небо. Ви відчуваєте нафту, вдихаєте випаровування, різкий запах душить вас. Ви йдете серед хмар диму, які закривають небо»
В районі проживала основна частина робітників-нафтовиків. Тут розташовувалися нафтові підприємства, цехи і будинки для робітників. Умови проживання були дуже поганими і різко контрастували з умовами в самому Баку. Заможні громадяни проживали в центрі Баку, де нафтовидобуток і нафтопереробка були заборонені.
Після того як територія Чорного міста в межах проектних меж була вичерпана, нафтопромисловці стали шукати нові зручні для експлуатації землі. Ближче всього до Чорного міста лежали землі жителів селища Кишли, на яких незабаром виник ще одне промислове містечко — Біле місто, що стало продовженням Чорного міста зі сходу. До кінця 1902 року тут розміщувалося до 20 великих нафтоперегінних заводів і торговельних підприємств, пов'язаних з нафтовою промисловістю: заводи Монташева і Ко, Каспійсько-Чорноморського суспільства, хімічний завод Шибаєва та ін. В 1882—1883 роках на межі Чорного і Білого міста братами Нобель побудована Вілла Петролеа — житлове селище для службовців..
James Dodds Henry пише в 1905 році, що Чорне місто і Бібі-Ейбат — єдині «чорні плями» Баку. Балахани також були нафтовим районом, але розташовувалися тоді за 9 миль від Баку. У Білому місті на відміну від Чорного міста перебували більш сучасні й досконалі нафтопереробні підприємства і там не було такого сильного забруднення.
У 1878 році братами Нобель від Балаханского родовища до Чорного міста прокладений перший нафтопровід на території Російської імперії.

## Планування
Уперше в історії містобудівної практики тогочасної держави для Чорного міста був складений проект планування, заснований на принципі регулярності забудови. Чорне місто мало прямокутну мережу розташування кварталів. Широкі і прямі магістралі об'єднували великі квартали промислового району. Одна з цих магістралей завершувалася площею, безпосередньо пов'язаною з численними пристанями. Порівняно з плануванням самого Баку з його дрібними кварталами й мережею вузьких вулиць, у Чорному місті вимальовувався великий масштаб планування, який також відображав розуміння важливості віддалення промислової зони від міської межі. Спочатку тільки південні квартали Чорного міста були забудовані нафтовими заводами, а в північній його частині розташовувалася мережа польових доріг і стежок, що зв'язувала район із селищем Балахани. Надалі в зв'язку з розвитком нафтової промисловості північна частина Чорного міста також поповнилася заводською забудовою. Після ліквідації заболоченості стала використовуватися берегова смуга Чорного міста.
Надалі планування Чорного міста не змінювалось, а забудова весь час реконструювалася і оновлювалася — залежно від технічних досягнень і удосконалень заводського виробництва.

## Сучасний стан
Проектом Baku White City передбачено відновлення і розвиток території Чорного міста і будівництво тут 10 міських районів. У роботі над проектом взяли участь міжнародна компанія з інженерного і архітектурного проектування «Atkins» (Велика Британія), а також архітектурна компанія «Fosters + Partners» і американське архітектурне бюро «F+A Architects».

## Пам'ятки
- Колишня резиденція братів Нобель — Вілла Петролеа. Нині резиденція відновлена і в ній розміщено перший музей родини Нобелів за межами Швеції. Він є одним з історичних музеїв Баку і має нафтову тематику.
- На території Чорного міста розташована одна із станцій Бакинського метрополітену — «Шах Ісмаїл Хатаї».
- Азербайджанський музей медицини, що розташований у будівлі лікарні, в якій з 1914 по 1917 рік працював лікарем Наріман Наріманов (на фасаді будинку встановлена меморіальна дошка Наріманова).
- Пам'ятник жертвам Ходжалинской різанини.

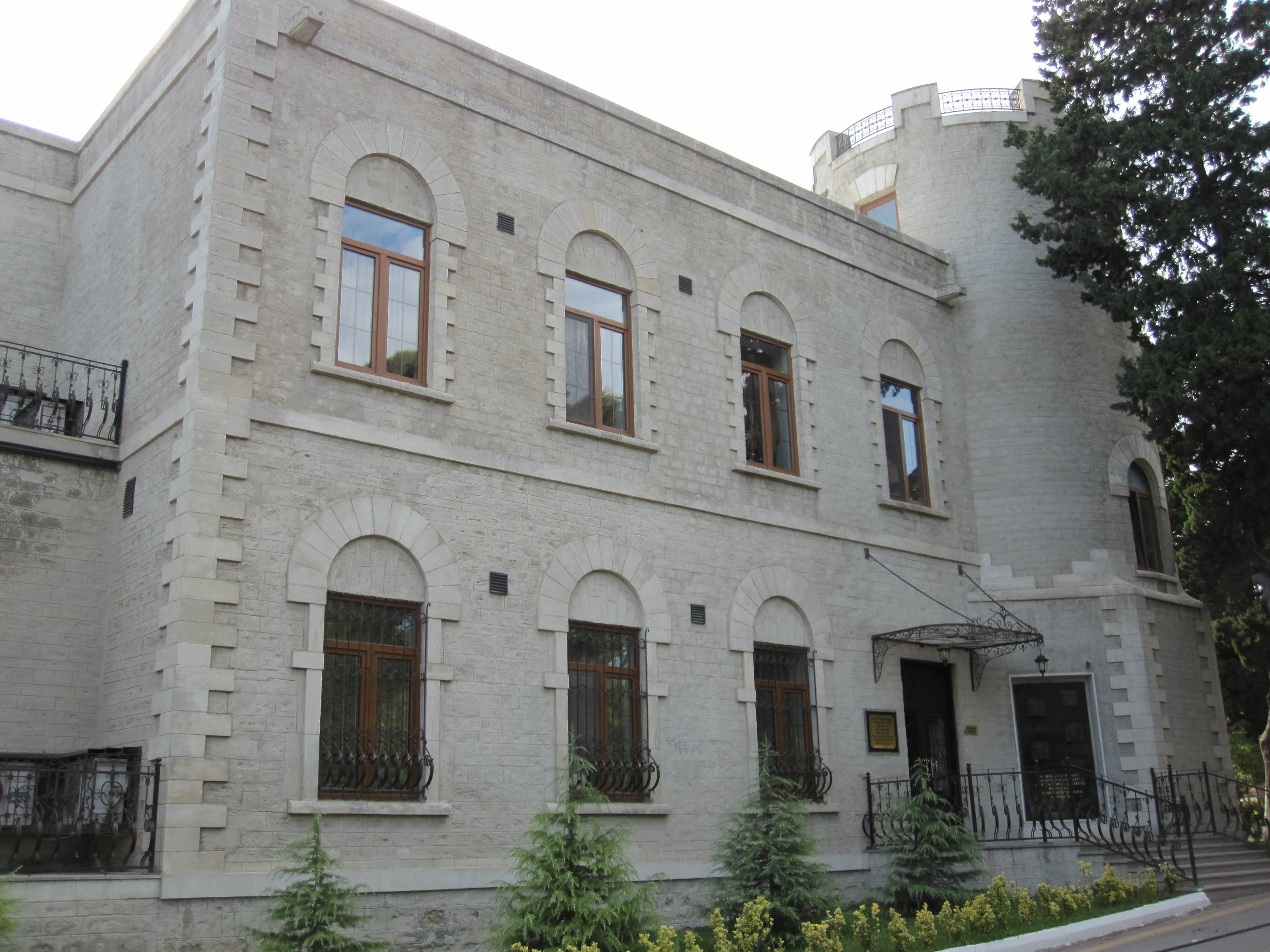
Будівля Вілла Петролеа, колишня резиденція братів Нобель
Будівля станції метро «Шах Ісмаїл Хатаї»Будівля станції метро «Шах Ісмаїл Хатаї»
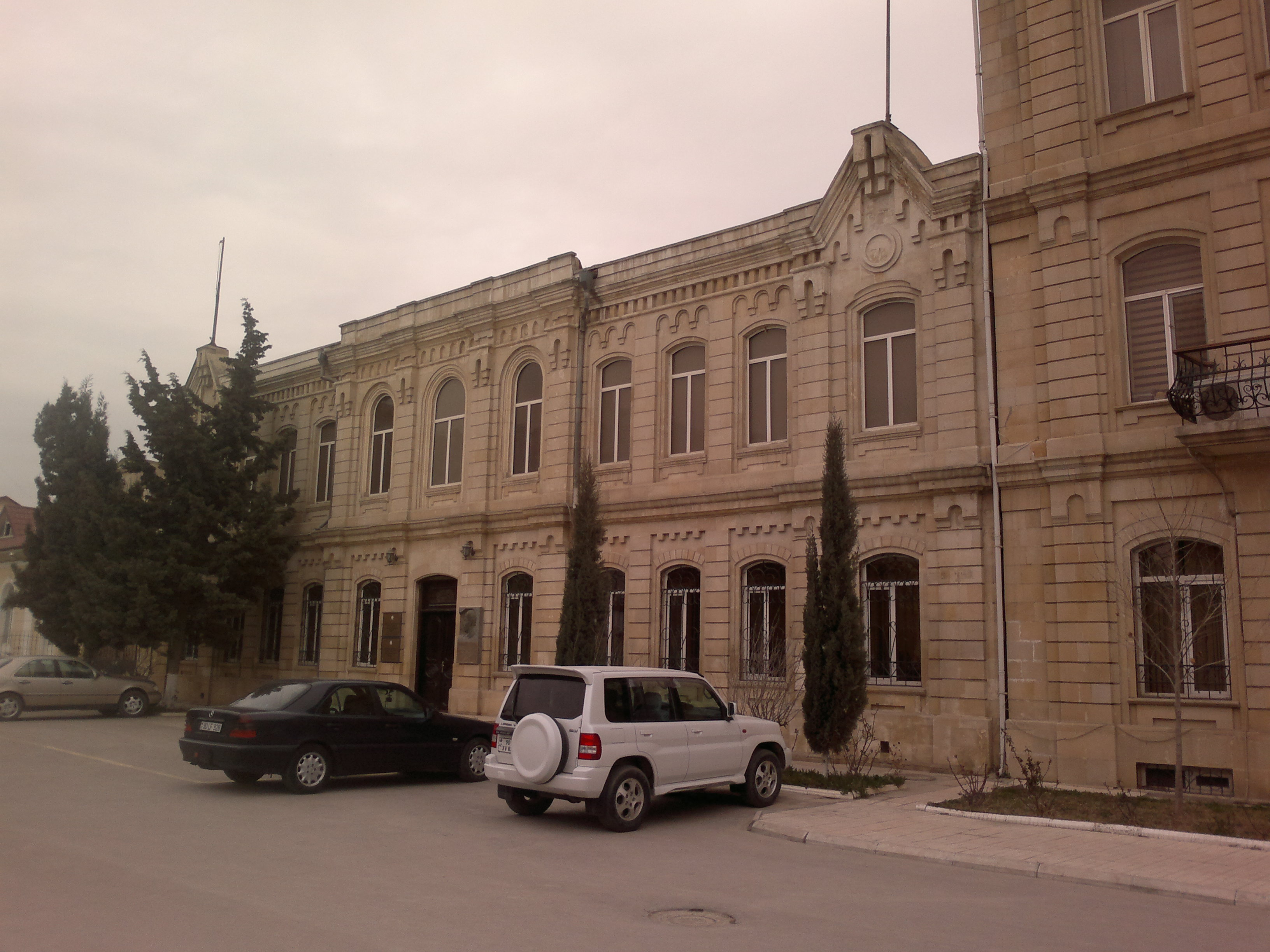
Будівля Азербайджанського музею медицини, що розташований у будівлі лікарні, в якій з 1914 по 1917 рік працював лікарем Наріман Наріманов

## Чорне місто в мистецтві
- Короткометражний кінофільм «Біле і Чорне місто» (1908 р.)
- Роман Бориса Акуніна «Чорне місто»